# Saison 2015-2016 de l'Arsenal FC
Chronologie
Saison précédente Saison suivante
La saison 2015-2016 de l'Arsenal FC est la 24e saison du club en Premier League. Le club est en compétition pour le Championnat d'Angleterre, la Coupe d'Angleterre, la Coupe de la Ligue anglaise, la Ligue des champions, ainsi que le Community Shield grâce sa victoire en Coupe d'Angleterre la saison précédente.

## Équipe première

### Effectif
| N°                 | Nat                       | Nom                              | Date de naissance (Âge) | Depuis          | Matchs          | Buts            | En provenance de    |
| Gardiens de but    | Gardiens de but           | Gardiens de but                  | Gardiens de but         | Gardiens de but | Gardiens de but | Gardiens de but | Gardiens de but     |
| ------------------ | ------------------------- | -------------------------------- | ----------------------- | --------------- | --------------- | --------------- | ------------------- |
| 13                 | Drapeau de la Colombie    | David Ospina                     | 31 août 1988            | 2014            | 36              | 0               | OGC Nice            |
| 33                 | Drapeau de la Tchéquie    | Petr Čech                        | 20 mai 1982             | 2015            | 42              | 0               | Chelsea             |
| Défenseurs         |                           |                                  |                         |                 |                 |                 |                     |
| 3                  | Drapeau de l'Angleterre   | Kieran Gibbs                     | 26 septembre 1989       | 2007            | 209             | 6               | Centre de formation |
| 4                  | Drapeau de l'Allemagne    | Per Mertesacker (vice-capitaine) | 29 septembre 1984       | 2011            | 208             | 8               | Werder Brême        |
| 5                  | Drapeau du Brésil         | Gabriel                          | 26 novembre 1990        | 2015            | 38              | 1               | Villarreal          |
| 6                  | Drapeau de la France      | Laurent Koscielny                | 10 septembre 1985       | 2010            | 248             | 20              | Lorient             |
| 18                 | Drapeau de l'Espagne      | Nacho Monreal                    | 26 février 1986         | 2013            | 131             | 2               | Málaga              |
| 21                 | Drapeau de l'Angleterre   | Calum Chambers                   | 20 janvier 1995         | 2014            | 59              | 2               | Southampton         |
| 24                 | Drapeau de l'Espagne      | Héctor Bellerín                  | 19 mars 1995            | 2013            | 73              | 3               | Centre de formation |
| Milieux de terrain |                           |                                  |                         |                 |                 |                 |                     |
| 7                  | Drapeau de la Tchéquie    | Tomáš Rosický                    | 4 octobre 1980          | 2006            | 246             | 28              | Borussia Dortmund   |
| 8                  | Drapeau de l'Espagne      | Mikel Arteta (capitaine)         | 26 mars 1982            | 2011            | 150             | 16              | Everton             |
| 10                 | Drapeau de l'Angleterre   | Jack Wilshere                    | 1er janvier 1992        | 2008            | 157             | 12              | Centre de formation |
| 11                 | Drapeau de l'Allemagne    | Mesut Özil                       | 15 octobre 1988         | 2013            | 118             | 20              | Real Madrid         |
| 15                 | Drapeau de l'Angleterre   | Alex Oxlade-Chamberlain          | 15 août 1993            | 2011            | 149             | 14              | Southampton         |
| 16                 | Drapeau du pays de Galles | Aaron Ramsey                     | 26 décembre 1990        | 2008            | 265             | 43              | Cardiff City        |
| 19                 | Drapeau de l'Espagne      | Santi Cazorla                    | 13 décembre 1984        | 2012            | 169             | 27              | Málaga              |
| 20                 | Drapeau de la France      | Mathieu Flamini                  | 7 mars 1984             | 2013            | 246             | 13              | AC Milan            |
| 34                 | Drapeau de la France      | Francis Coquelin                 | 13 mai 1991             | 2008            | 109             | 0               | Centre de formation |
| 35                 | Drapeau de l'Égypte       | Mohamed Elneny                   | 11 juillet 1992         | 2016            | 17              | 1               | FC Bâle             |
| 37                 | Drapeau de la Pologne     | Krystian Bielik                  | 4 janvier 1998          | 2015            | 1               | 0               | Legia Varsovie      |
| Attaquants         |                           |                                  |                         |                 |                 |                 |                     |
| 12                 | Drapeau de la France      | Olivier Giroud                   | 30 septembre 1986       | 2012            | 188             | 82              | Montpellier HSC     |
| 14                 | Drapeau de l'Angleterre   | Theo Walcott                     | 16 mars 1989            | 2006            | 344             | 85              | Southampton         |
| 17                 | Drapeau du Chili          | Alexis Sánchez                   | 19 décembre 1988        | 2014            | 94              | 42              | FC Barcelone        |
| 23                 | Drapeau de l'Angleterre   | Danny Welbeck                    | 26 novembre 1990        | 2014            | 49              | 13              | Manchester United   |
| 28                 | Drapeau du Costa Rica     | Joel Campbell                    | 26 juin 1992            | 2011            | 41              | 4               | Deportivo Saprissa  |
| 45                 | Drapeau du Nigeria        | Alex Iwobi                       | 3 mai 1996              | 2015            | 21              | 2               | Centre de formation |

### Staff managérial
| Emploi                      | Staff           |
| --------------------------- | --------------- |
| Entraîneur                  | Arsène Wenger   |
| Entraîneur adjoint          | Steve Bould     |
| Entraîneurs de l'équipe pro | Boro Primorac   |
| Entraîneurs de l'équipe pro | Neil Banfield   |
| Entraîneur des gardiens     | Gerry Peyton    |
| Préparateurs physique       | Tony Colbert    |
| Préparateurs physique       | Craig Gant      |
| Physiothérapeutes           | Colin Lewin     |
| Physiothérapeutes           | Ben Ashworth    |
| Physiothérapeutes           | Andrew Rolls    |
| Docteur                     | Gary O'Driscoll |

Source : http://www.arsenal.com

### Tenues
Équipementier : Puma
Sponsor : Emirates
| Domicile | Domicile alt | Extérieur | Extérieur alt | Extérieur alt | Autre | Autre alt | Gardien (1) | Gardien (2) | Gardien (3) |

## Transferts

### Mercato d'été

#### Arrivées
| Numéro | Poste | Joueur    | En provenance de | Montant | Date         | Source |
| ------ | ----- | --------- | ---------------- | ------- | ------------ | ------ |
| 33     | GB    | Petr Čech | Chelsea          | 14 M€   | 29 juin 2015 | [ 1 ]  |

#### Départs
| Numéro | Poste | Joueur         | Destination            | Montant         | Date           | Source |
| ------ | ----- | -------------- | ---------------------- | --------------- | -------------- | ------ |
| 24     | MIL   | Abou Diaby     | Olympique de Marseille | Transfert libre | 10 juin 2015   | [ 2 ]  |
| 9      | ATT   | Lukas Podolski | Galatasaray SK         | 2,5 M€          | 4 juillet 2015 | [ 3 ]  |

##### Prêts
| Numéro | Poste | Joueur            | Destination             | Début           | Fin              | Source |
| ------ | ----- | ----------------- | ----------------------- | --------------- | ---------------- | ------ |
| 25     | DEF   | Carl Jenkinson    | West Ham United         | 14 juillet 2015 | 30 juin 2016     | [ 4 ]  |
| 22     | ATT   | Yaya Sanogo       | Ajax Amsterdam          | 17 juillet 2015 | 1er février 2016 | [ 5 ]  |
| 1      | GB    | Wojciech Szczęsny | AS Rome                 | 29 juillet 2015 | 30 juin 2016     | [ 6 ]  |
| 41     | DEF   | Isaac Hayden      | Hull City               | 31 juillet 2015 | 30 juin 2016     | [ 7 ]  |
| 32     | ATT   | Chuba Akpom       | Hull City               | 4 août 2015     | 30 juin 2016     | [ 8 ]  |
| 27     | ATT   | Serge Gnabry      | West Bromwich Albion    | 7 août 2015     | 5 janvier 2016   | [ 9 ]  |
| 26     | GB    | Emiliano Martínez | Wolverhampton Wanderers | 11 août 2015    | 30 juin 2016     | [ 10 ] |

### Mercato d'hiver

#### Arrivées
| Numéro | Poste | Joueur         | En provenance de | Montant | Date            | Source |
| ------ | ----- | -------------- | ---------------- | ------- | --------------- | ------ |
| 35     | MIL   | Mohamed Elneny | FC Bâle          | 12,5 M€ | 14 janvier 2016 | [ 11 ] |

#### Départs

##### Prêts
| Numéro | Poste | Joueur          | Destination           | Début            | Fin          | Source |
| ------ | ----- | --------------- | --------------------- | ---------------- | ------------ | ------ |
| 2      | DEF   | Mathieu Debuchy | Girondins de Bordeaux | 1er février 2016 | 30 juin 2016 | [ 12 ] |
| 22     | ATT   | Yaya Sanogo     | Charlton Athletic     | 1er février 2016 | 30 juin 2016 | [ 13 ] |

### Activité globale
| Mercato d'été : 14 M€ Mercato d'hiver : 12,5 M€ Total : 26,5 M€ | Mercato d'été : 2,5 M€ Mercato d'hiver : 0 € Total : 2,5 M€ | Mercato d'été : 11,5 M€ Mercato d'hiver : 12,5 M€ Total : 24 M€ |

## Compétitions

### Premier League

#### Classement
| Rang | Équipe              | Pts | J  | G  | N  | P  | Bp | Bc | Diff |
| ---- | ------------------- | --- | -- | -- | -- | -- | -- | -- | ---- |
| 1    | Leicester City      | 81  | 38 | 23 | 12 | 3  | 68 | 36 | +32  |
| 2    | Arsenal S           | 71  | 38 | 20 | 11 | 7  | 65 | 36 | +29  |
| 3    | Tottenham Hotspur   | 70  | 38 | 19 | 13 | 6  | 69 | 35 | +34  |
| 4    | Manchester City L   | 66  | 38 | 19 | 9  | 10 | 71 | 41 | +30  |
| 5    | Manchester United C | 66  | 38 | 19 | 9  | 10 | 49 | 35 | +14  |
| 6    | Southampton         | 63  | 38 | 18 | 9  | 11 | 59 | 41 | +18  |
| 7    | West Ham United     | 62  | 38 | 16 | 14 | 8  | 65 | 51 | +14  |
| 8    | Liverpool           | 60  | 38 | 16 | 12 | 10 | 63 | 50 | +13  |
| 9    | Stoke City          | 51  | 38 | 14 | 9  | 15 | 41 | 55 | -14  |
| 10   | Chelsea T           | 50  | 38 | 12 | 14 | 12 | 59 | 53 | +6   |
| 11   | Everton             | 47  | 38 | 11 | 14 | 13 | 59 | 55 | +4   |
| 12   | Swansea City        | 47  | 38 | 12 | 11 | 15 | 42 | 52 | -10  |
| 13   | Watford P           | 45  | 38 | 12 | 9  | 17 | 40 | 50 | -10  |
| 14   | West Bromwich       | 43  | 38 | 10 | 13 | 15 | 34 | 48 | -14  |
| 15   | Crystal Palace      | 42  | 38 | 11 | 9  | 18 | 39 | 51 | -12  |
| 16   | AFC Bournemouth P   | 42  | 38 | 11 | 9  | 18 | 45 | 67 | -22  |
| 17   | Sunderland          | 39  | 38 | 9  | 12 | 17 | 48 | 62 | -14  |
| 18   | Newcastle United    | 37  | 38 | 9  | 10 | 19 | 44 | 65 | -21  |
| 19   | Norwich City P      | 34  | 38 | 9  | 7  | 22 | 39 | 67 | -28  |
| 20   | Aston Villa         | 17  | 38 | 3  | 8  | 27 | 27 | 76 | -49  |

Qualifications européennes
Ligue des champions 2016-2017
- 1er 2e et 3e : phase de groupes
- 4e : tour de barrages pour non-champions

Ligue Europa 2016-2017
- 5e et 6e : phase de groupes
- 7e : 3e tour de qualification

Relégation
- 18e, 19e et 20e : relégation en Championship

Abréviations
- T : Tenant du titre
- C : Vainqueur de la FA Cup 2015-2016
- L : Vainqueur de la Coupe de la Ligue 2015-2016
- S : Vainqueur du Community Shield 2015
- P : Promus de Championship

### Ligue des champions

#### Classement
| Rang | Équipe        | Pts | J | G | N | P | Bp | Bc | Diff |  | Résultats (▼ dom., ► ext.) | Drapeau de l'Allemagne | Drapeau de l'Angleterre | Drapeau de la Grèce | Drapeau de la Croatie |
| ---- | ------------- | --- | - | - | - | - | -- | -- | ---- |  | -------------------------- | ---------------------- | ----------------------- | ------------------- | --------------------- |
| 1    | Bayern Munich | 15  | 6 | 5 | 0 | 1 | 19 | 3  | +16  |  | Bayern Munich              |                        | 5-1                     | 4-0                 | 5-0                   |
| 2    | Arsenal       | 9   | 6 | 3 | 0 | 3 | 12 | 10 | +2   |  | Arsenal                    | 2-0                    |                         | 2-3                 | 3-0                   |
| 3    | Olympiakos    | 9   | 6 | 3 | 0 | 3 | 6  | 13 | -7   |  | Olympiakos                 | 0-3                    | 0-3                     |                     | 2-1                   |
| 4    | Dinamo Zagreb | 3   | 6 | 1 | 0 | 5 | 3  | 14 | -11  |  | Dinamo Zagreb              | 0-2                    | 2-1                     | 0-1                 |                       |

Source : uefa.com

## Statistiques

### Meilleurs buteurs
Inclut uniquement les matches officiels. La liste est classée par numéro de maillot lorsque le total des buts est égal.
| R      | No.    | Pos    | Nat    | Nom                     | Premier League | Coupe d'Angleterre | Coupe de la Ligue | Ligue des champions | Community Shield | Total |
| ------ | ------ | ------ | ------ | ----------------------- | -------------- | ------------------ | ----------------- | ------------------- | ---------------- | ----- |
| 1      | 12     | ATT    |        | Olivier Giroud          | 16             | 3                  | 0                 | 5                   | 0                | 24    |
| 2      | 17     | ATT    |        | Alexis Sánchez          | 13             | 1                  | 0                 | 3                   | 0                | 17    |
| 3      | 14     | ATT    |        | Theo Walcott            | 5              | 2                  | 0                 | 2                   | 0                | 9     |
| 4      | 11     | MIL    |        | Mesut Özil              | 6              | 0                  | 0                 | 2                   | 0                | 8     |
| 5      | 16     | MIL    |        | Aaron Ramsey            | 5              | 1                  | 0                 | 0                   | 0                | 6     |
| 6      | 23     | ATT    |        | Danny Welbeck           | 4              | 1                  | 0                 | 0                   | 0                | 5     |
| 7      | 6      | DEF    |        | Laurent Koscielny       | 4              | 0                  | 0                 | 0                   | 0                | 4     |
| 7      | 28     | ATT    |        | Joel Campbell           | 3              | 1                  | 0                 | 0                   | 0                | 4     |
| 9      | 15     | MIL    |        | Alex Oxlade-Chamberlain | 1              | 0                  | 0                 | 0                   | 1                | 2     |
| 9      | 20     | MIL    |        | Mathieu Flamini         | 0              | 0                  | 2                 | 0                   | 0                | 2     |
| 9      | 45     | ATT    |        | Alex Iwobi              | 2              | 0                  | 0                 | 0                   | 0                | 2     |
| 12     | 3      | DEF    |        | Kieran Gibbs            | 1              | 0                  | 0                 | 0                   | 0                | 1     |
| 12     | 5      | DEF    |        | Gabriel                 | 1              | 0                  | 0                 | 0                   | 0                | 1     |
| 12     | 21     | DEF    |        | Calum Chambers          | 0              | 1                  | 0                 | 0                   | 0                | 1     |
| 12     | 24     | DEF    |        | Héctor Bellerín         | 1              | 0                  | 0                 | 0                   | 0                | 1     |
| 12     | 35     | MIL    |        | Mohamed Elneny          | 0              | 0                  | 0                 | 1                   | 0                | 1     |
|        |        |        |        | Buts contre son camp    | 3              | 0                  | 0                 | 0                   | 0                | 3     |
| TOTAUX | TOTAUX | TOTAUX | TOTAUX | TOTAUX                  | 65             | 10                 | 2                 | 13                  | 1                | 91    |

Mise à jour : 15 mai 2016

Source : Rapports de matches officiels

### Discipline
Inclut uniquement les matches officiels. La liste est classée par numéro de maillot lorsque le total des cartons est égal.
| R      | No.    | Pos    | Nat                       | Nom               | Premier League | Premier League | Coupe d'Angleterre | Coupe d'Angleterre | Coupe de la Ligue | Coupe de la Ligue | Ligue des champions | Ligue des champions | Community Shield | Community Shield | Total  | Total        |
| R      | No.    | Pos    | Nat                       | Nom               | Averti         | Carton rouge   | Averti             | Carton rouge       | Averti            | Carton rouge      | Averti              | Carton rouge        | Averti           | Carton rouge     | Averti | Carton rouge |
| 1      | 5      | DEF    | Drapeau du Brésil         | Gabriel           | 3              | 1              | 1                  | 0                  | 0                 | 0                 | 2                   | 0                   | 0                | 0                | 6      | 1            |
| 2      | 12     | ATT    | Drapeau de la France      | Olivier Giroud    | 2              | 0              | 1                  | 0                  | 0                 | 0                 | 3                   | 1                   | 0                | 0                | 6      | 1            |
| 3      | 34     | MIL    | Drapeau de la France      | Francis Coquelin  | 5              | 1              | 0                  | 0                  | 0                 | 0                 | 0                   | 0                   | 1                | 0                | 6      | 1            |
| 4      | 19     | MIL    | Drapeau de l'Espagne      | Santi Cazorla     | 2              | 1              | 0                  | 0                  | 0                 | 0                 | 0                   | 0                   | 0                | 0                | 2      | 1            |
| 5      | 4      | DEF    | Drapeau de l'Allemagne    | Per Mertesacker   | 1              | 1              | 0                  | 0                  | 0                 | 0                 | 0                   | 0                   | 0                | 0                | 1      | 1            |
| 6      | 11     | MIL    | Drapeau de l'Allemagne    | Mesut Özil        | 4              | 0              | 1                  | 0                  | 0                 | 0                 | 2                   | 0                   | 0                | 0                | 7      | 0            |
| 7      | 6      | DEF    | Drapeau de la France      | Laurent Koscielny | 3              | 0              | 2                  | 0                  | 0                 | 0                 | 0                   | 0                   | 0                | 0                | 5      | 0            |
| 8      | 16     | MIL    | Drapeau du pays de Galles | Aaron Ramsey      | 4              | 0              | 0                  | 0                  | 0                 | 0                 | 1                   | 0                   | 0                | 0                | 5      | 0            |
| 9      | 20     | MIL    | Drapeau de la France      | Mathieu Flamini   | 3              | 0              | 0                  | 0                  | 1                 | 0                 | 1                   | 0                   | 0                | 0                | 5      | 0            |
| 10     | 35     | MIL    | Drapeau de l'Égypte       | Mohamed Elneny    | 3              | 0              | 1                  | 0                  | 0                 | 0                 | 0                   | 0                   | 0                | 0                | 4      | 0            |
| 11     | 17     | ATT    | Drapeau du Chili          | Alexis Sánchez    | 1              | 0              | 0                  | 0                  | 0                 | 0                 | 2                   | 0                   | 0                | 0                | 3      | 0            |
| 12     | 18     | DEF    | Drapeau de l'Espagne      | Nacho Monreal     | 1              | 0              | 0                  | 0                  | 0                 | 0                 | 2                   | 0                   | 0                | 0                | 3      | 0            |
| 13     | 21     | DEF    | Drapeau de l'Angleterre   | Calum Chambers    | 2              | 0              | 1                  | 0                  | 0                 | 0                 | 0                   | 0                   | 0                | 0                | 3      | 0            |
| 14     | 24     | DEF    | Drapeau de l'Espagne      | Héctor Bellerín   | 3              | 0              | 0                  | 0                  | 0                 | 0                 | 0                   | 0                   | 0                | 0                | 3      | 0            |
| 15     | 28     | ATT    | Drapeau du Costa Rica     | Joel Campbell     | 0              | 0              | 0                  | 0                  | 1                 | 0                 | 2                   | 0                   | 0                | 0                | 3      | 0            |
| 16     | 2      | DEF    | Drapeau de la France      | Mathieu Debuchy   | 0              | 0              | 0                  | 0                  | 2                 | 0                 | 0                   | 0                   | 0                | 0                | 2      | 0            |
| 17     | 8      | MIL    | Drapeau de l'Espagne      | Mikel Arteta      | 1              | 0              | 0                  | 0                  | 1                 | 0                 | 0                   | 0                   | 0                | 0                | 2      | 0            |
| 18     | 23     | ATT    | Drapeau de l'Angleterre   | Danny Welbeck     | 1              | 0              | 0                  | 0                  | 0                 | 0                 | 0                   | 0                   | 0                | 0                | 1      | 0            |
| TOTAUX | TOTAUX | TOTAUX | TOTAUX                    | TOTAUX            | 39             | 4              | 7                  | 0                  | 5                 | 0                 | 15                  | 1                   | 1                | 0                | 67     | 5            |

Mise à jour : 15 mai 2016

Source : Rapports de matches officiels

### Total
| Matches joués                 | 54 (38 Premier League, 5 Coupe d'Angleterre, 2 Coupe de la Ligue, 8 Ligue des champions, 1 Community Shield) |
| Matches gagnés                | 28 (20 Premier League, 3 Coupe d'Angleterre, 1 Coupe de la Ligue, 3 Ligue des champions, 1 Community Shield) |
| Matches nuls                  | 12 (11 Premier League, 1 Coupe d'Angleterre) |
| Matches perdus                | 14 (7 Premier League, 1 Coupe d'Angleterre, 1 Coupe de la Ligue, 5 Ligue des champions) |
| Buts marqués                  | 91 (65 Premier League, 10 Coupe d'Angleterre, 2 Coupe de la Ligue, 13 Ligue des champions, 1 Community Shield) |
| Buts concédés                 | 59 (36 Premier League, 4 Coupe d'Angleterre, 4 Coupe de la Ligue, 15 Ligue des champions) |
| Différence de buts            | +32 (+29 Premier League, +6 Coupe d'Angleterre, -2 Coupe de la Ligue, -2 Ligue des champions, +1 Community Shield) |
| Matches sans encaisser de but | 24 (18 Premier League, 2 Coupe d'Angleterre, 3 Ligue des champions, 1 Community Shield) |
| Cartons jaunes                | 67 (39 Premier League, 7 Coupe d'Angleterre, 5 Coupe de la Ligue, 15 Ligue des champions, 1 Community Shield) |
| Cartons rouges                | 5 (4 Premier League, 1 Ligue des champions) |
| Pire discipline               | Gabriel (6 - 1 ) · Olivier Giroud (6 - 1 ) · Francis Coquelin (6 - 1 ) |
| Meilleur résultat             | Victoire 4 - 0 (Domicile) contre Watford - Premier League - 2 avril 2016 Victoire 4 - 0 (Domicile) contre Aston Villa - Premier League - 15 mai 2016 Victoire 4 - 0 (Extérieur) contre Hull City - Coupe d'Angleterre - 8 mars 2016 |
| Pire résultat                 | Défaite 5 - 1 (Extérieur) contre le Bayern Munich - Ligue des champions - 4 novembre 2015 |
| Meilleur buteur               | Olivier Giroud (24 buts) |

Mise à jour : 15 mai 2016

Source : Rapports de matches officiels